# Brädgårdskravallerna
Brädgårdskravallerna var en serie händelser i Halmstad 1931 som orsakades av en arbetskonflikt mellan hamnarbetare och arbetsgivare. Bakgrunden var ökad arbetslöshet och försämrade arbetsförhållanden som rådde under 1930-talet i Sverige. Händelserna har liknats vid dem i Ådalen samma år, med den stora skillnaden att ingen dödades i Halmstad.

## Bakgrund
Konflikten uppstod då arbetare på brädgården i Halmstads hamn krävde en löneökning från 1 krona och 5 öre i timmen till 1 krona och 20 öre. Arbetsgivaren svarade med att istället sänka lönen. Av arbetarna betraktades detta som en lockout och arbetsplatsen försattes i blockad. Senare accepterade arbetarna ett bud från medlaren Hilding Kjellman på 1 krona och 10 öre, men arbetsgivaren förkastade budet. Istället tog de in strejkbrytare, vilka inhystes på fartyg i hamnen.

## Förlopp

### Upptakt
De ca 85 personer som 1931 arbetade på brädgården fick ett starkt stöd från Halmstads övriga arbetare. En demonstration den 6 april samlade 3 000 deltagare. Ett relativt lugn rådde dock fram till den 20 april, då konfrontation uppstod mellan strejkbrytare och lokalbefolkning. Detta följdes dagen efter av upplopp, som skingrades av polisen med hjälp av förstärkningar som kallats in från Göteborg.

### 23 april
Torsdagen den 23 april samlades arbetare runt strejkbrytarnas logementfartyg. Runt åtta på kvällen gjordes ett utfall mot skeppet. Arbetarna möttes av kulor och tre personer skadades. Attacken upphörde dock inte, och den uppretade massan började efter ett tag att kasta sten mot fartyget.
Den tillförordnade borgmästaren Ernst Fogelklou försökte återställa lugnet genom att läsa upp upprorslagen. Som svar fick han: "Vi skiter i både dig och konungen!". Istället var det kommunalpolitikern och konduktören Edvin Jansson som med ett tal lyckades lugna den uppretade folkmassan. Ett rykte cirkulerade nu att polisen hade gripit några strejkande och med parollen "Mot polisstationen!" vände massan och tågade mot häktet. Väl framme började stämningen bli mer och mer uppjagad och sten började brytas och kastas mot polishuset. Under dessa omständigheter kände polisen sig tvingade att låta en delegation från arbetarna inspektera cellerna. Då de inte fann någon i cellerna lugnade folkmassan ner sig och splittrades upp.

### 24 april
Den 24 april började folk återigen samlas i hamnen. Polisen valde denna gång att tillkalla militären och en pluton från Hallands regemente anlände snart från kasernen på Galgberget. Kulsprutor monterades upp och hamnområdet lystes upp med skarpa strålkastare. Militären hade grupperat sig framför strejkbrytarnas fartyg och polisen ställde upp mellan militären och demonstranterna. Demonstranterna försökte komma åt strejkbrytarna men lyckades inte ta sig förbi polisen. Militären grep aldrig in och inga skott avlossades. Efter detta lugnades stämningen ner.

### 2 maj
Parterna i arbetskonflikten lyckades med hjälp av Kjellman komma överens om ett nytt avtal vilket gav arbetarna en lön på 1 krona och 7 ½ öre i timmen. Strejkbrytarna skeppades vidare till Ådalen, där en strejk uppstått vid en massafabrik.